# Paphiopedilum glanduliferum
Paphiopedilum glanduliferum är en orkidéart som först beskrevs av Carl Ludwig von Blume, och fick sitt nu gällande namn av Stein. Paphiopedilum glanduliferum ingår i släktet Paphiopedilum och familjen orkidéer. Inga underarter finns listade i Catalogue of Life.

## Bildgalleri

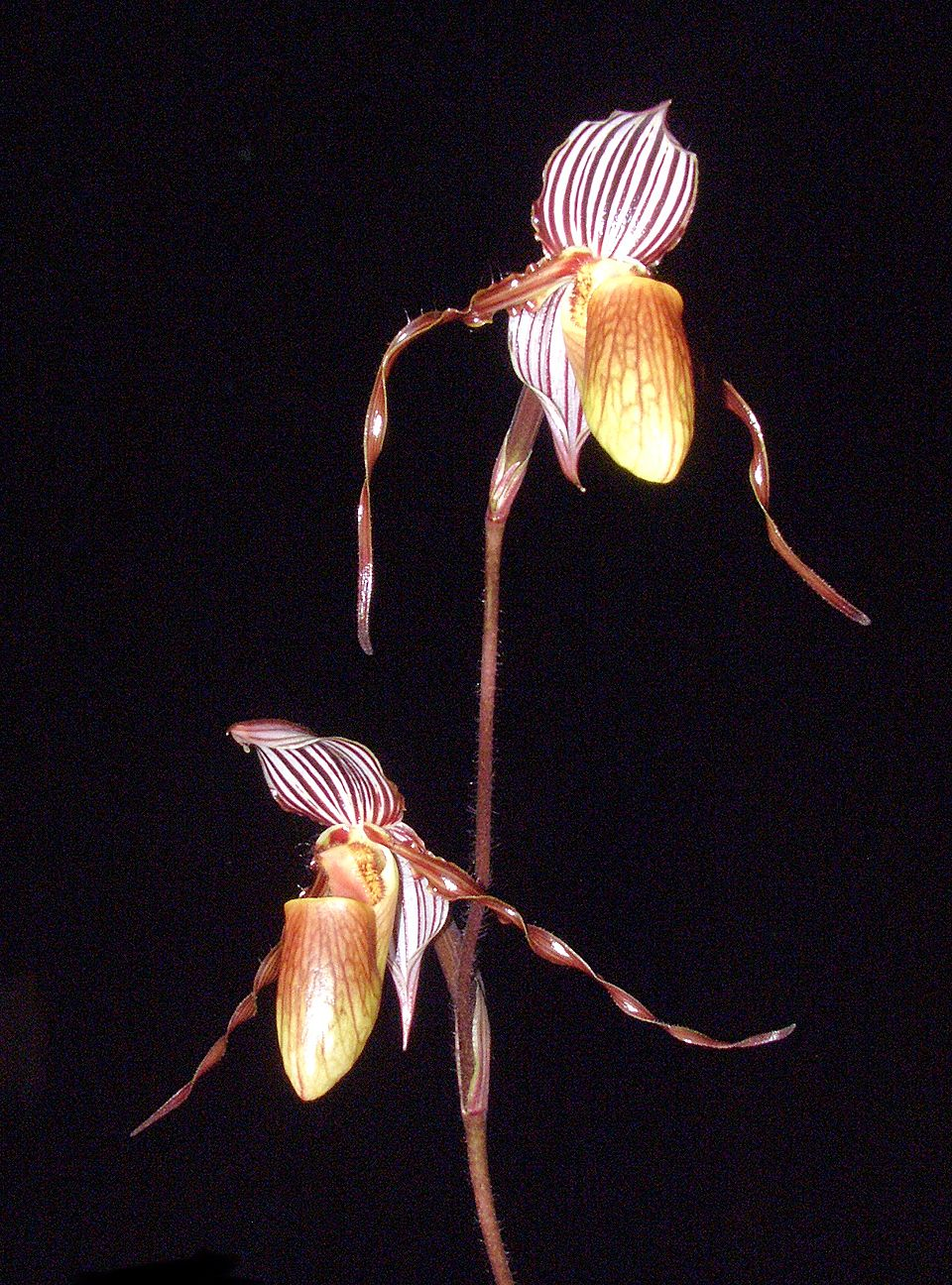
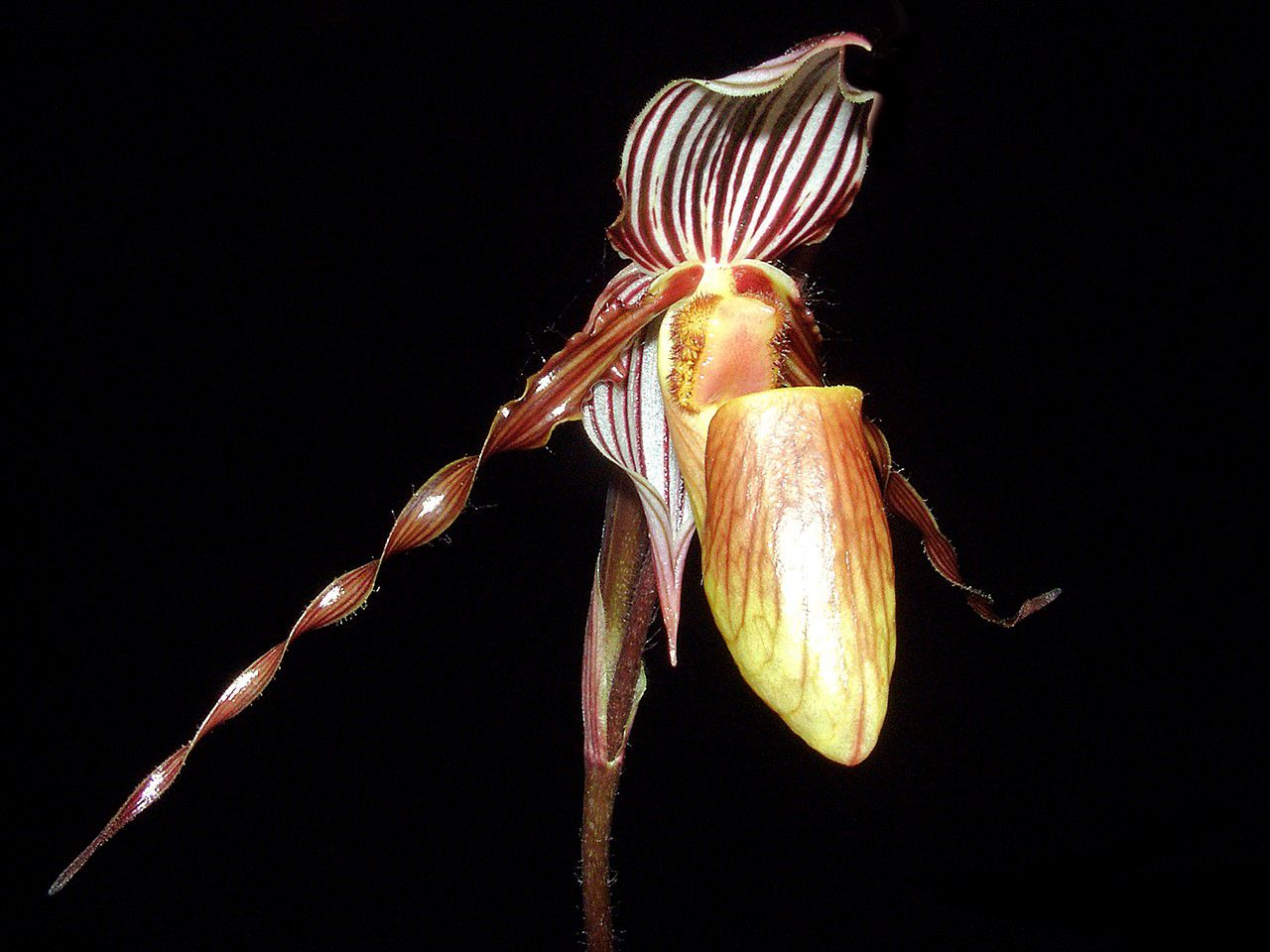
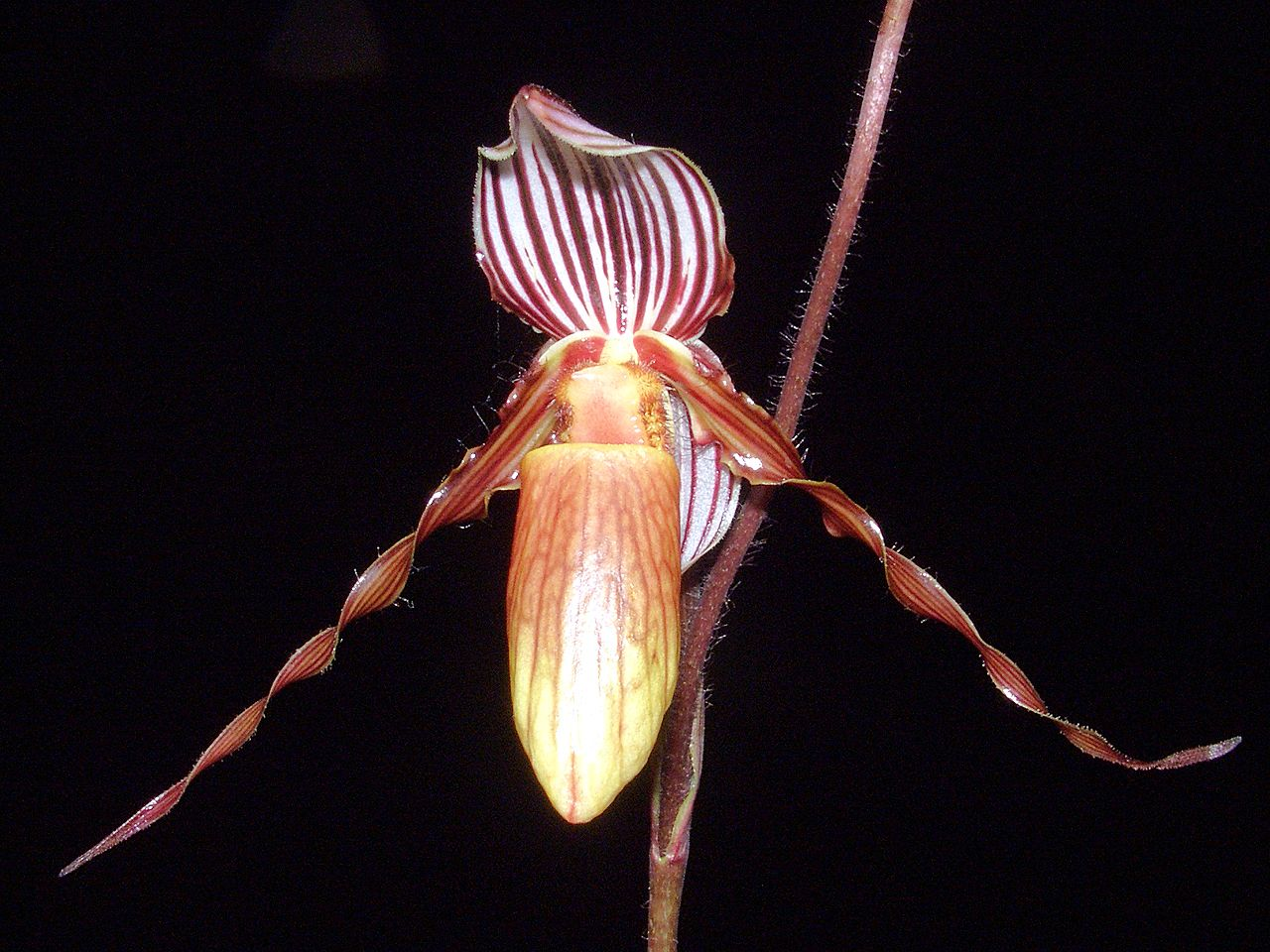